# Socket 423
Интерфейс Socket 423 был представлен компанией Intel в ноябре 2000 года вместе с первыми процессорами Pentium 4 в корпусе OLGA, напаянном на PGA, для которых он предназначался. Вследствие конструкционных особенностей производство процессоров с тактовой частотой более 2 ГГц при таком типе корпуса было невозможным и в августе 2001 года Intel отказалась от разъёма этого типа. На этом сокете оттачивались новые технологии, которые в дальнейшем были использованы для Socket 478. Специально для этого разъема был создан новый тип памяти — RDRAM, обладавший высокими скоростями, но имевший очень высокую температуру, несмотря на установленные радиаторы. Материнские платы, использовавшие Socket 423, имели разъем AGP.
Существовали переходники, позволявшие использовать процессоры с разъёмом Socket 478 в материнских платах с Socket 423.

## Список поддерживаемых процессоров
- Pentium 4 (Willamette)